# Inondazioni dei Paesi Bassi del 1375
Le inondazioni dei Paesi Bassi del 1375, avvenute la notte tra il 9 e il 10 ottobre e il 13 novembre dello stesso anno, interessarono le zone costiere del Mare del Nord in seguito a due mareggiate che colpirono le coste degli attuali Paesi Bassi e Belgio, in particolare, della Zelanda e nelle zone adiacenti delle Fiandre e dell'Olanda. 
Le due inondazioni, susseguitesi a breve tempo l'una dall'altra causarono:
- ingenti danni nel Groote of Hollandsche Waard, quasi completamente sommerso dalle acque;
- la scomparsa del Riederwaard, sommerso dalle acque con i villaggi di Ridderkerk, Pendrecht, Donkersloot e Rhoon;
- la distruzione delle dighe sull'isola di Schoneveld; di questa isola, situata nella Schelda occidentale, non resta che un banco di sabbia chiamato Schoneveldbank;
- l'ampliamento della Schelda occidentale;
- la creazione della baia Braakman;
- la distruzione dei villaggi di Koudekerke, Elmare e De Piet.
- la rottura della diga Westfriese Omringdijk

## Ambiguità circa le inondazioni negli anni 1374, 1375, 1376 e 1377
Esistono molte incertezze relativamente alle inondazioni avvenute nell'anno precedente e nei due anni successivi. Secondo lo storico Jan Buisman, tra il 1374 e il 1375 si sono succedute tre inondazioni, nel 1376 si sono avute delle tempeste senza conseguenze e 1377 non è avvenuto niente di meteorologicamente rilevante.